# Holenderska Liga Koszykówki
Holenderska Liga Koszykówki (oficjalna nazwa:Dutch Basketball League – DBL) – profesjonalna liga koszykówki mężczyzn w Holandii, reprezentująca najwyższą klasę rozgrywkową w tym kraju.
Powstała w 1960 roku pod nazwą Eredivisie i funkcjonowała pod nią do 2010 roku, zarządzana przez Nationale Basketbal Bond (NBB) i później FEB. Rywalizacja o mistrzostwo Holandii ma miejsce od 1945 roku. W 1977 roku wprowadzono schemat rozgrywek play-off. Obecnie w lidze występuje 8 drużyn, które rozgrywają spotkania według zasad FIBA.

## Format rozgrywek
Każdy zespół rozgrywa w trakcie sezonu zasadniczego po 4 spotkania z każdym ligowym rywalem, dwukrotnie na własnym terenie i dwukrotnie na wyjeździe. Oznacza to, że liga kończy swoje rozgrywki, kiedy każdy z zespołów rozegra 36 spotkań fazy zasadniczej. Po rozegraniu połowy gier sezonu regularnego następuje zimowa przerwa. Po zakończeniu rozgrywek zasadniczych 8 najlepszych drużyn przystępuje do fazy play-off. Ćwierćfinały są rozgrywane do dwóch zwycięstw, półfinały do trzech, a finały do czterech.
Każdy z zespołów w DBL nie może posiadać więcej aniżeli czterech zawodników bez holenderskiego obywatelstwa.

## Zespoły
sezon 2015/16
| Klub                       | Miasto           | Hala                   | Poj. hali | Sezony | Tytuły | Założony |
| -------------------------- | ---------------- | ---------------------- | --------- | ------ | ------ | -------- |
| Apollo Amsterdam           | Amsterdam        | Apollohal              | 1500      | 4      | 0      | 2011     |
| SPM Shoeters Den Bosch     | ’s-Hertogenbosch | Maaspoort              | 2800      | 45     | 16     | 1952     |
| Donar                      | Groningen        | Martiniplaza           | 4500      | 44     | 4      | 1951     |
| Challenge Sports Rotterdam | Rotterdam        | Topsportcentrum        | 1000      | 26     | 0      | 1954     |
| Aris Leeuwarden            | Leeuwarden       | Kalverdijkje           | 1700      | 12     | 0      | 2004     |
| Zorg en Zekerheid Leiden   | Lejda            | Vijf Meihal            | 2000      | 29     | 3      | 1958     |
| BSW                        | Weert            | Sporthal Boshoven      |           | 34     | 1      | 1986     |
| Landstede                  | Zwolle           | Landstede Sportcentrum | 1200      | 29     | 0      | 1995     |

## Finały
| Sezon   | Mistrz                          | Wynik | Wicemistrz                      | Lider sezonu regularnego        | Rezultat | Trenera mistrza    | MVP Play-offs |
| ------- | ------------------------------- | ----- | ------------------------------- | ------------------------------- | -------- | ------------------ | ------------- |
| 1945–46 | DED                             | bd    |                                 | DED                             |          |                    | bd            |
| 1946–47 | DED                             | bd    |                                 | DED                             | 13–1     |                    | bd            |
| 1947–48 | APGS                            | bd    |                                 | APGS                            |          |                    | bd            |
| 1948–49 | AMVJ                            | bd    |                                 | AMVJ                            |          |                    | bd            |
| 1949–50 | DED                             | bd    |                                 | DED                             |          |                    | bd            |
| 1950–51 | AMVJ                            | bd    | The Arrows Rotterdam            | AMVJ                            | 3–0      |                    | bd            |
| 1951–52 | DED                             | bd    | Antilopen Haarlem               | DED                             | 4–0      |                    | bd            |
| 1952–53 | DED                             | bd    | The Arrows Rotterdam            | DED                             | 4–0      |                    | bd            |
| 1953–54 | DED                             | bd    | The Arrows Rotterdam            | DED                             | 3–0      |                    | bd            |
| 1954–55 | AMVJ                            | bd    | SSD Delft                       | AMVJ                            | 3–0      |                    | bd            |
| 1955–56 | DED                             | bd    | SSD Delft                       | DED                             | 3–0      |                    | bd            |
| 1956–57 | The Wolves Amsterdam            | bd    | Zeemacht Den Helder             | The Wolves Amsterdam            | 3–0      |                    | bd            |
| 1957–58 | DED                             | 2–1   | Blue Stars                      | DED                             | 18–0     |                    | bd            |
| 1958–59 | Blue Stars                      | bd    |                                 |                                 |          |                    | bd            |
| 1959–60 | The Wolves Amsterdam            | bd    |                                 |                                 |          |                    | bd            |
| 1960–61 | The Wolves Amsterdam            | bd    | Blue Stars                      | The Wolves Amsterdam            | 20–2     |                    | bd            |
| 1961–62 | Landlust                        | bd    |                                 |                                 |          |                    | bd            |
| 1962–63 | Landlust                        | bd    |                                 |                                 |          |                    | bd            |
| 1963–64 | The Wolves Amsterdam            | bd    |                                 |                                 |          |                    | bd            |
| 1964–65 | The Wolves Amsterdam            | bd    |                                 |                                 |          |                    | bd            |
| 1965–66 | Herly Amsterdam                 | bd    |                                 |                                 |          |                    | bd            |
| 1966–67 | Eendracht Utrecht               | bd    | Landlust                        | Eendracht Utrecht               | 20–3     |                    | bd            |
| 1967–68 | Flamingo's Haarlem              | bd    |                                 |                                 |          |                    | bd            |
| 1968–69 | Punch Delft                     | bd    | Blue Stars                      | Punch Delft                     | 21–2     |                    | bd            |
| 1969–70 | Blue Stars                      | bd    | RZ                              | Blue Stars                      | 17–3     |                    | bd            |
| 1970–71 | Levi’s Flamingo’s Haarlem       | bd    | RZ                              | Levi’s Flamingo’s Haarlem       | 22–0     | Jan Janbroers      | bd            |
| 1971–72 | Levi’s Flamingo’s Haarlem       | bd    | Fiat Stars                      | Levi’s Flamingo’s Haarlem       | 21–1     | Jan Janbroers      | bd            |
| 1972–73 | Levi’s Flamingo’s Haarlem       | bd    | Raak Punch                      | Levi’s Flamingo’s Haarlem       | 19–3     | Jan Janbroers      | bd            |
| 1973–74 | Transol RZ                      | bd    | Levi’s Flamingo’s Haarlem       | Transol RZ                      | 24–2     |                    | bd            |
| 1974–75 | Raak Punch                      | bd    | Transol RZ                      | Raak Punch                      | 23–1     |                    | bd            |
| 1975–76 | Kinzo Amstelveen                | bd    | Buitoni Haarlem                 | Kinzo Amstelveen                | 29–7     |                    | bd            |
| 1976–77 | Kinzo Amstelveen                | bd    | Sperry Remington Den Bosch      | Kinzo Amstelveen                | 33–3     |                    | bd            |
| 1977–78 | Parker Leiden                   | 2–1   | Tripper Jeans Delft             | Den Bosch                       | 30–6     | Ton Boot           | bd            |
| 1978–79 | Den Bosch                       | 2–0   | Parker Leiden                   | Den Bosch                       | 31–5     | Ton Boot           | bd            |
| 1979–80 | Den Bosch                       | 2–0   | Parker Leiden                   | Parker Leiden                   | 37–3     | Ton Boot           | bd            |
| 1980–81 | Nashua Den Bosch                | 2–0   | Parker Leiden                   | Parker Leiden                   | 31–5     |                    | bd            |
| 1981–82 | NN Donar                        | 3–1   | Nashua Den Bosch                | Nashua Den Bosch                | 31–5     | Maarten van Gent   | bd            |
| 1982–83 | Nashua Den Bosch                | 3–0   | Hatrans Haaksbergen             | Nashua Den Bosch                | 31–5     | Ton Boot           | bd            |
| 1983–84 | Nashua Den Bosch                | 3–1   | Elmex Leiden                    | Nashua Den Bosch                | 29–3     | Ton Boot           | bd            |
| 1984–85 | Nashua Den Bosch                | 3–0   | Elmex Leiden                    | Nashua Den Bosch                | 23–5     |                    | bd            |
| 1985–86 | Nashua Den Bosch                | 3–2   | Doppeldouche Den Helder         | Nashua Den Bosch                | 30–6     |                    | bd            |
| 1986–87 | Nashua Den Bosch                | 3–1   | Direktbank Den Helder           | Nashua Den Bosch                | 30–6     |                    | bd            |
| 1987–88 | Nashua Den Bosch                | 3–1   | Miniware Weert                  | Nashua Den Bosch                | 32–4     |                    | bd            |
| 1988–89 | Direktbank Den Helder           | 3–1   | Nashua Den Bosch                | Nashua Den Bosch                | 31–5     | Ton Boot           | bd            |
| 1989–90 | Commodore Den Helder            | 3–2   | Nashua Den Bosch                | Commodore Den Helder            | 33–3     | Ton Boot           | bd            |
| 1990–91 | Commodore Den Helder            | 3–0   | Nashua Den Bosch                | Commodore Den Helder            | 29–3     | Ton Boot           | bd            |
| 1991–92 | Commodore Den Helder            | 3–2   | Pro-Specs Den Bosch             | Pro-Specs Den Bosch             | 24–8     | Ton Boot           | bd            |
| 1992–93 | Canoe Jeans Den Bosch           | 4–2   | Selex Weert                     | Canoe Jeans Den Bosch           | 21–7     |                    | bd            |
| 1993–94 | Lanèche Weert                   | 4–2   | Canoe Jeans Den Bosch           | Mustang Jeans Den Helder        | 15–3     |                    | bd            |
| 1994–95 | Mustang Jeans Den Helder        | 4–1   | GOBA Gorinchem                  | Mustang Jeans Den Helder        | 22–6     |                    | bd            |
| 1995–96 | America Today Den Bosch         | 4–2   | Rene Colthof Den Helder         | America Today Den Bosch         | 17–3     |                    | bd            |
| 1996–97 | Libertel Den Bosch              | 4–3   | Finish Profiles Amsterdam       | Libertel Den Bosch              | 19–3     |                    | bd            |
| 1997–98 | Hans Verkerk Keukens Den Helder | 4–3   | RZG Donar                       | Hans Verkerk Keukens Den Helder | 18–4     |                    | bd            |
| 1998–99 | Ricoh Astronauts                | 4–3   | Hans Verkerk Keukens Den Helder | Ricoh Astronauts                | 18–4     | Ton Boot           | bd            |
| 1999–00 | Ricoh Astronauts                | 4–1   | Image Center Werkendam          | Ricoh Astronauts                | 18–4     | Ton Boot           | bd            |
| 2000–01 | Ricoh Astronauts                | 4–2   | Vanilla Weert                   | Ricoh Astronauts                | 17–5     | Ton Boot           | bd            |
| 2001–02 | Ricoh Astronauts                | 4–3   | EiffelTowers Nijmegen           | EiffelTowers Nijmegen           | 13–7     | Ton Boot           | bd            |
| 2002–03 | EiffelTowers Nijmegen           | 4–1   | BC Omniworld Almere             | EiffelTowers Nijmegen           | 13–3     | Marco van den Berg | bd            |
| 2003–04 | MPC Capitals                    | 4–2   | Tulip Den Bosch                 | EiffelTowers Nijmegen           | 29–7     | Ton Boot           | bd            |
| 2004–05 | Demon Astronauts                | 4–0   | Landstede                       | MPC Capitals                    | 15–5     | Arik Shivek        | Joe Spinks    |
| 2005–06 | EiffelTowers Den Bosch          | 4–3   | Landstede                       | MPC Capitals                    | 15–3     | Randy Wiel         | bd            |
| 2006–07 | EiffelTowers Den Bosch          | 4–0   | Matrixx Magixx Nijmegen         | EiffelTowers Den Bosch          | 36–4     | Randy Wiel         | bd            |
| 2007–08 | MyGuide Amsterdam               | 4–3   | EiffelTowers Den Bosch          | MyGuide Amsterdam               | 31–9     | Arik Shivek        | bd            |
| 2008–09 | EclipseJet-MyGuide Amsterdam    | 4–3   | EiffelTowers Den Bosch          | EclipseJet-MyGuide Amsterdam    | 35–5     | Arik Shivek        | bd            |
| 2009–10 | GasTerra Flames                 | 4–1   | WCAAG                           | GasTerra Flames                 | 33–3     | Marco van den Berg | bd            |
| 2010–11 | Zorg en Zekerheid Leiden        | 4–3   | GasTerra Flames                 | Zorg en Zekerheid Leiden        | 30–6     | Toon van Helfteren | bd            |
| 2011–12 | EiffelTowers Den Bosch          | 4–1   | Zorg en Zekerheid Leiden        | Zorg en Zekerheid Leiden        | 22–6     | Raoul Korner       | bd            |
| 2012–13 | Zorg en Zekerheid Leiden        | 4–0   | Aris Leeuwarden                 | EiffelTowers Den Bosch          | 30–6     | Toon van Helfteren | bd            |
| 2013–14 | GasTerra Flames                 | 4–3   | SPM Shoeters Den Bosch          | GasTerra Flames                 | 32–4     | Ivica Skelin       | Arvin Slagter |
| 2014–15 | SPM Shoeters Den Bosch          | 4–1   | Donar                           | SPM Shoeters Den Bosch          | 24–4     | Sam Jones          | Brandyn Curry |

## Tytuły według klubu
|  | oznacza nadal aktywny klub            |
|  | oznacza klub, który został rozwiązany |

| Tytuły | Zespół               | Mistrzowskie sezony |
| ------ | -------------------- | --- |
| 16     | Den Bosch            | 1978-79, 1979-80, 1980-81, 1982-83, 1983-84, 1984-85, 1985-86, 1986-87, 1987-88, 1992-93, 1995-96, 1996-97, 2005-06, 2006-07, 2011-12, 2014–15 |
| 8      | DED                  | 1945–46, 1946-47, 1949-50, 1951-52, 1952-53, 1953-54, 1955-56, 1957-58                                                                         |
| 7      | Amsterdam            | 1998-99, 1999-00, 2000-01, 2001-02, 2004-05, 2007-08, 2008-09                                                                                  |
| 6      | Den Helder           | 1988-89, 1989-90, 1990-91, 1991-92, 1994-95, 1997-98                                                                                           |
| 4      | Donar                | 1981-82, 2003-04, 2009-10, 2013-1 |
| 4      | The Wolves Amsterdam | 1959-60, 1960-61, 1963-64, 1964-65 |
| 4      | Flamingo's Haarlem   | 1985-86, 1970-71, 1971-72, 1972-73 |
| 3      | AMVJ                 | 1948-49, 1950-51, 1954-55 |
| 3      | Leiden               | 1977-78, 2010-11, 2012-13 |
| 2      | Blue Stars           | 1958-59, 1969-70 |
| 2      | Landlust             | 1961-62, 1962-63 |
| 2      | Punch Delft          | 1968-69, 1974-75 |
| 2      | Amstelveen           | 1975–76, 1976-77 |
| 1      | APGS                 | 1947-48 |
| 1      | Herly Amsterdam      | 1965-66 |
| 1      | Eendracht Utrecht    | 1966-67 |
| 1      | RZ                   | 1973-74 |
| 1      | Weert                | 1993-94 |
| 1      | Matrixx Magixx       | 2002-03 |

## Nagrody i wyróżnienia

### MVP Sezonu

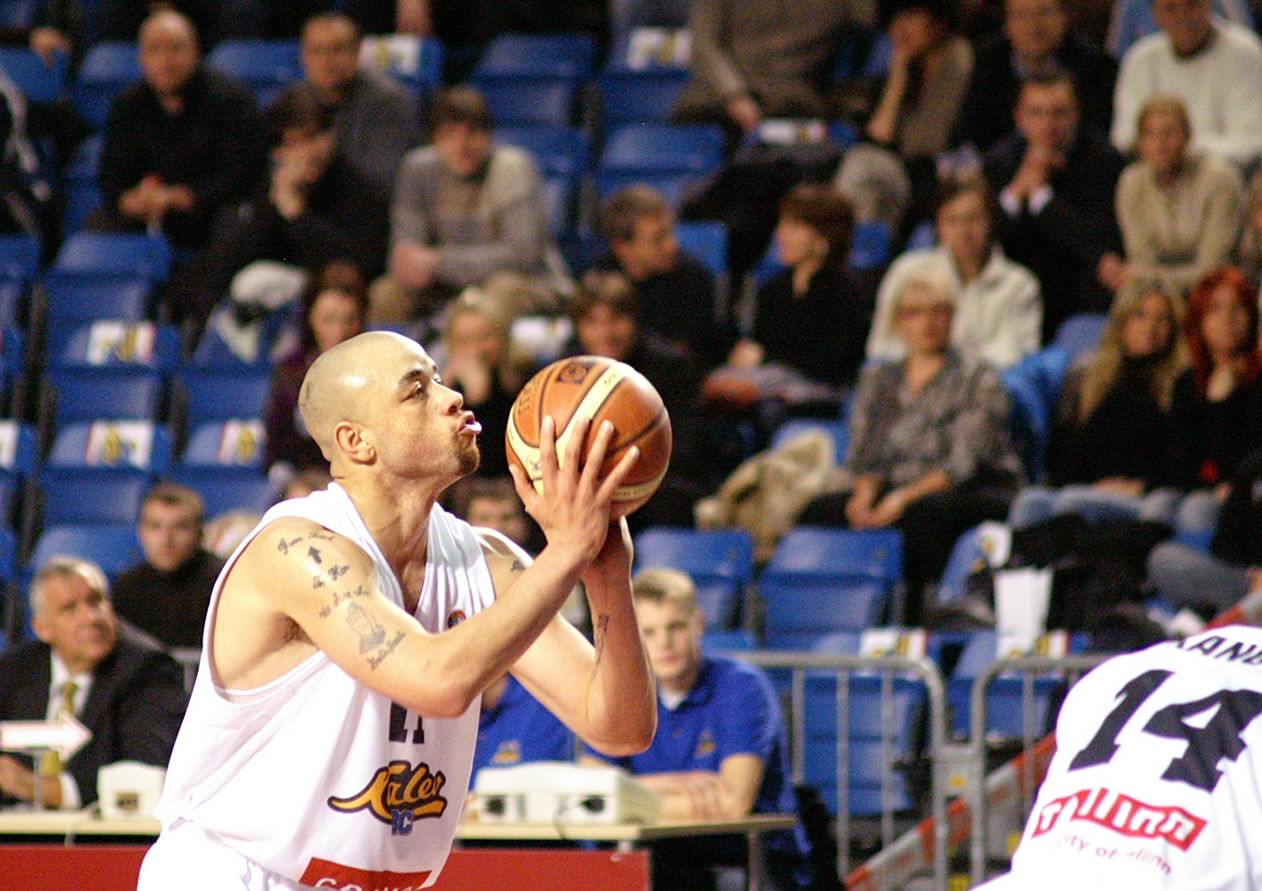
Travis Reed zdobył MVP w 2004 roku

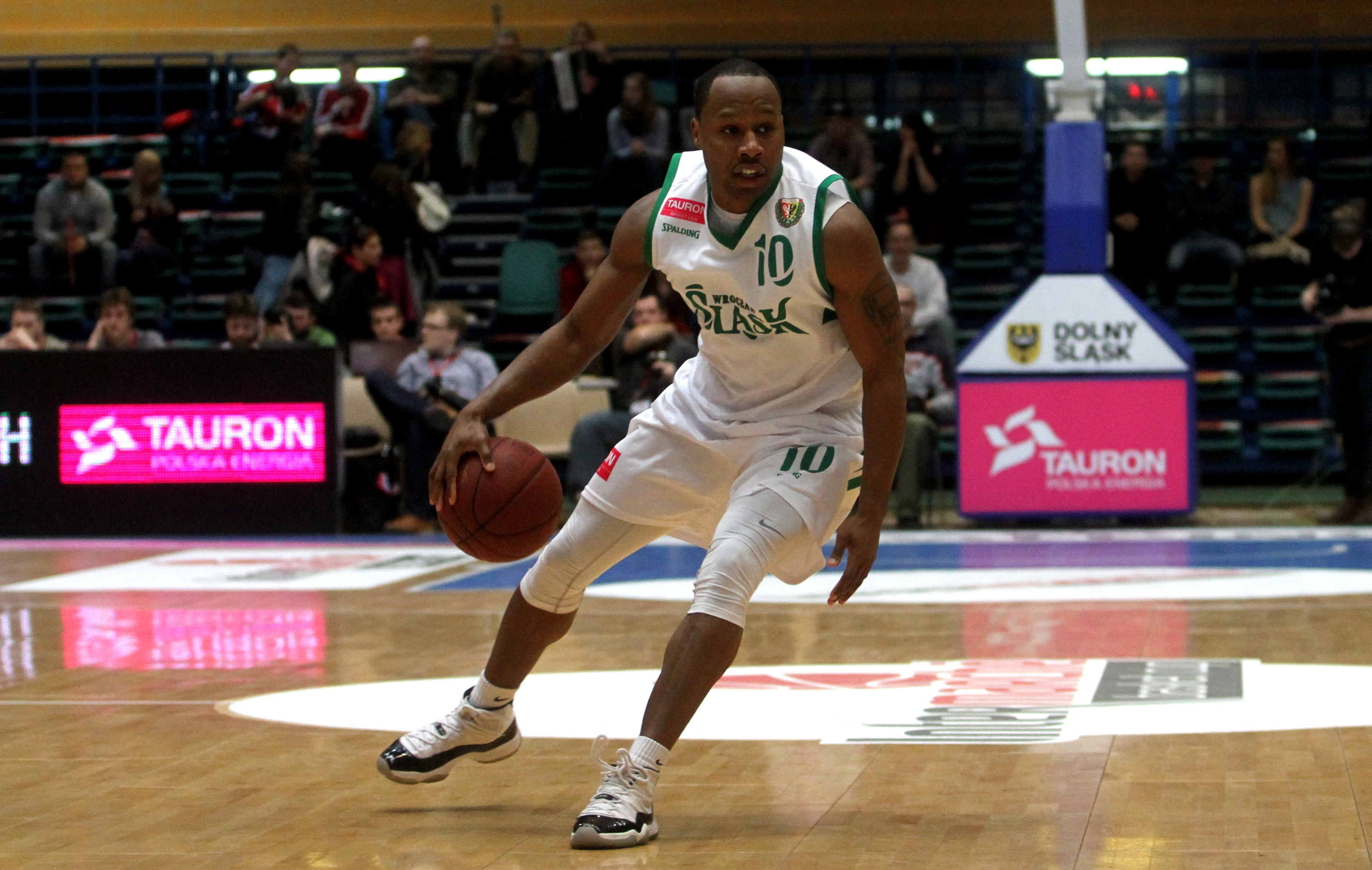
Leiden’s Danny Gibson, laureat MVP z 2010 roku.

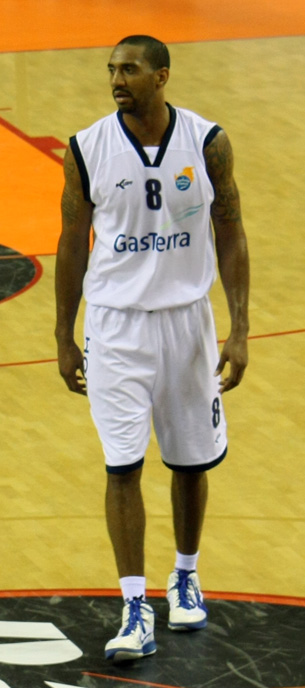
Jason Dourisseau, zdobywca nagrody z 2011 roku.

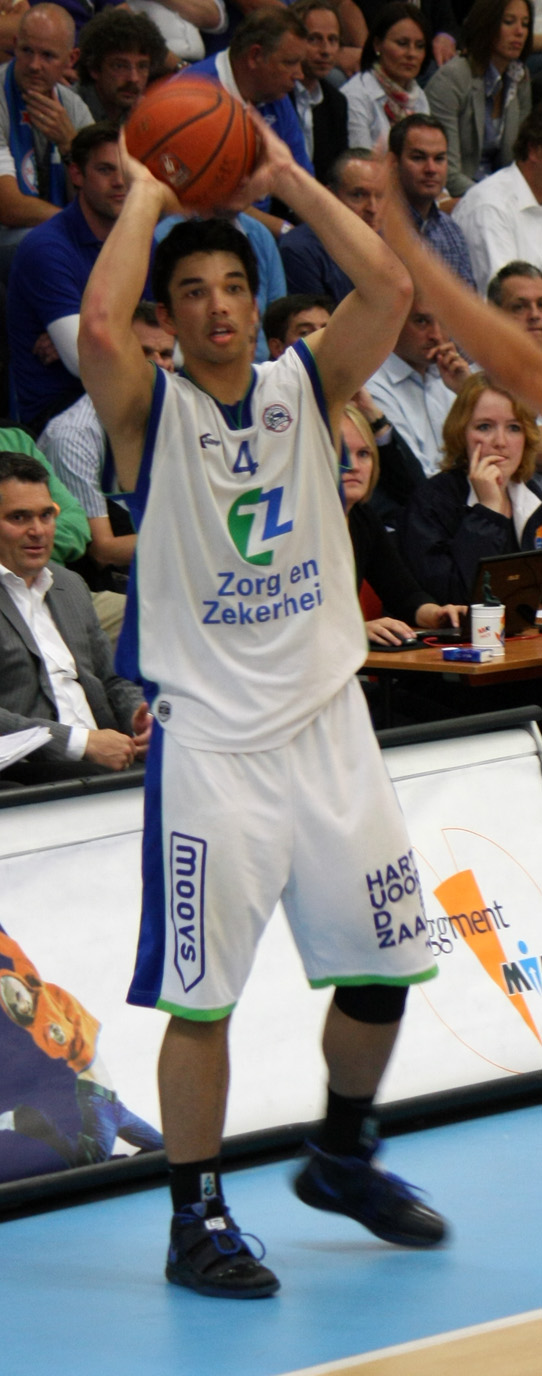
Arvin Slagter został zwycięzcą nagrody MVP w sezonie 2013–14.

| Sezon   | Zawodnik              | Poz. | Nar.              | Klub                           | Przyp. |
| ------- | --------------------- | ---- | ----------------- | ------------------------------ | ------ |
| 1974–75 | Harry Rodgers         |      | Stany Zjednoczone | Punch Delft                    | [ 1 ]  |
| 1975–76 | Hank Smith            |      | Stany Zjednoczone | Delta Lloyd Amsterdam          | [ 1 ]  |
| 1976–77 | Jimmy Moore           |      | Stany Zjednoczone | Arke Stars Enschede            | [ 1 ]  |
| 1977–78 | Art Collins           |      | Stany Zjednoczone | Parker Leiden                  | [ 1 ]  |
| 1978–79 | James Lister          |      | Stany Zjednoczone | EBBC Den Bosch                 | [ 1 ]  |
| 1980–81 | Kees Akerboom         |      | Holandia          | Nashua Den Bosch (2)           | [ 1 ]  |
| 1981–82 | Kees Akerboom (2)     |      | Holandia          | Nashua Den Bosch (3)           | [ 1 ]  |
| 1982–83 | David Lawrence        |      | Stany Zjednoczone | Nationale-Nederlanden Donar    | [ 1 ]  |
| 1983–84 | Jerry Beck            |      | Stany Zjednoczone | Elmex Leiden (2)               | [ 1 ]  |
| 1984–85 | Kees Akerboom (3)     |      | Holandia          | Nashua Den Bosch (4)           | [ 1 ]  |
| 1985–86 | Toon van Helfteren    |      | Holandia          | BS Leiden (3)                  | [ 1 ]  |
| 1986–87 | Jose Waitman          |      | Stany Zjednoczone | Direktbank Den Helder          | [ 1 ]  |
| 1987–88 | Mike Reddick          |      | Stany Zjednoczone | Nashua Den Bosch (5)           | [ 1 ]  |
| 1988–89 | Rob Jones             |      | Stany Zjednoczone | Computerij Meppel              | [ 1 ]  |
| 1989–90 | Kevin McDuffie        |      | Stany Zjednoczone | Miniware Weert                 | [ 1 ]  |
| 1990–91 | Lenzie Howell         |      | Stany Zjednoczone | Computerij Meppel (2)          | [ 1 ]  |
| 1991–92 | Lenzie Howell (2)     |      | Stany Zjednoczone | Computerij Meppel (3)          | [ 1 ]  |
| 1992–93 | Jack Jennings         |      | Stany Zjednoczone | VGNN Donar (2)                 | [ 1 ]  |
| 1993–94 | Richard van Poelgeest |      | Holandia          | Lanèche Weert (2)              | [ 1 ]  |
| 1994–95 | Sonique Nixon         |      | Stany Zjednoczone | Lanèche Weert (3)              | [ 1 ]  |
| 1995–96 | Michael Huger         |      | Stany Zjednoczone | De Schietstreek Rotterdam      | [ 1 ]  |
| 1996–97 | Marcel Huijbens       |      | Holandia          | Libertel EBBC Den Bosch (6)    | [ 1 ]  |
| 1997–98 | Donell Lee Thomas     |      | Stany Zjednoczone | RZG Celeritas/Donar (3)        | [ 1 ]  |
| 1998–99 | Ralph Biggs           |      | Stany Zjednoczone | BSW Weert (3)                  | [ 1 ]  |
| 1999–00 | Joe Spinks            |      | Stany Zjednoczone | Ricoh Astronauts Amsterdam (2) | [ 1 ]  |
| 2000–01 | Chris McGuthrie       |      | Stany Zjednoczone | Ricoh Astronauts Amsterdam (3) | [ 1 ]  |
| 2001–02 | Mack Tuck             |      | Stany Zjednoczone | MPC Donar (4)                  | [ 1 ]  |
| 2002–03 | Joe Spinks (2)        | SG   | Stany Zjednoczone | Ricoh Astronauts Amsterdam (4) | [ 1 ]  |
| 2003–04 | Travis Reed           | PF   | Stany Zjednoczone | MPC Capitals (5)               | [ 1 ]  |
| 2004–05 | Leon Rodgers          | SF   | Stany Zjednoczone | EiffelTowers Nijmegen          | [ 1 ]  |
| 2005–06 | Leon Rodgers (2)      | SF   | Stany Zjednoczone | EiffelTowers Den Bosch (7)     | [ 1 ]  |
| 2006–07 | Leon Rodgers (3)      | SF   | Stany Zjednoczone | EiffelTowers Den Bosch (8)     | [ 2 ]  |
| 2007–08 | Peter van Paassen     | C    | Holandia          | MyGuide Amsterdam (5)          | [ 3 ]  |
| 2008–09 | Peter van Paassen (2) | C    | Holandia          | MyGuide Amsterdam (6)          | [ 4 ]  |
| 2009–10 | Danny Gibson          | PG   | Stany Zjednoczone | Zorg en Zekerheid Leiden (4)   | [ 5 ]  |
| 2010–11 | Jason Dourisseau      | SF   | Stany Zjednoczone | GasTerra Flames (6)            | [ 6 ]  |
| 2011–12 | Seamus Boxley         | PF   | Stany Zjednoczone | Zorg en Zekerheid Leiden (5)   | [ 7 ]  |
| 2012–13 | Andre Young           | PG   | Stany Zjednoczone | EiffelTowers Den Bosch (9)     | [ 8 ]  |
| 2013–14 | Arvin Slagter         | G    | Holandia          | GasTerra Flames (7)            |        |
| 2014–15 | Lance Jeter           | G    | Stany Zjednoczone | Donar (8)                      | [ 9 ]  |

### MVP play-off
| Rok  | Zawodnik      | Poz. | Nar.              | Zespół                 | Przyp. |
| ---- | ------------- | ---- | ----------------- | ---------------------- | ------ |
| 2005 | Joe Spinks    | SG   | Stany Zjednoczone | Demon Astronauts       | [ 10 ] |
| 2014 | Arvin Slagter | G    | Holandia          | GasTerra Flames        | [ 11 ] |
| 2015 | Brandyn Curry | PG   | Stany Zjednoczone | SPM Shoeters Den Bosch | [ 12 ] |

### MVP U–23
| Sezon   | Zawodnik           | Poz. | Nar.     | Team                       |
| ------- | ------------------ | ---- | -------- | -------------------------- |
| 2003–04 | Kees Akerboom, Jr. | SG   | Holandia | Tulip Den Bosch            |
| 2004–05 | Marcel Aarts       | C    | Holandia | EiffelTowers Den Bosch (2) |
| 2005–06 | Arvin Slagter      | PG   | Holandia | Rotterdam Basketbal        |
| 2006–07 | Rogier Jansen      | PG   | Holandia | Polynorm Giants            |
| 2007–08 | Arvin Slagter (2)  | PG   | Holandia | Polynorm Giants (2)        |
| 2008–09 | Thomas Koenis      | C    | Holandia | Den Helder Seals           |
| 2009–10 | Jessey Voorn       | SG   | Holandia | ABC Amsterdam              |
| 2010–11 | Jessey Voorn (2)   | SG   | Holandia | ABC Amsterdam (2)          |
| 2011–12 | Thomas Koenis (2)  | C    | Holandia | GasTerra Flames            |
| 2012–13 | Jessey Voorn (3)   | SG   | Holandia | GasTerra Flames (2)        |
| 2013–14 | Leon Williams      | G    | Holandia | Landstede Basketbal        |
| 2014–15 | Yannick Franke     | SG   | Holandia | Challenge Sports Rotterdam |

### Statystyczny Zawodnik Roku
| Sezon   | Zawodnik        | Poz. | Nar.              | Zespół                 | Index Rating | Przyp. |
| ------- | --------------- | ---- | ----------------- | ---------------------- | ------------ | ------ |
| 2002–03 | Travis Reed     | PF   | Stany Zjednoczone | EiffelTowers Den Bosch | 24,2         |        |
| 2003–04 | Ian Hanavan     | PF   | Stany Zjednoczone | BC Omniworld Almere    | 23,6         |        |
| 2004–05 | Maurice Ingram  | C    | Stany Zjednoczone | BS Weert               | 24,2         |        |
| 2005–06 | Chris Woods     | SF   | Stany Zjednoczone | Upstairs Weert         | 24,3         |        |
| 2006–07 | Leon Rodgers    | SF   | Stany Zjednoczone | EiffelTowers Den Bosch | 24,6         |        |
| 2007–08 | Ashley Champion | SF   | Stany Zjednoczone | Upstairs Weert         | 23,4         |        |
| 2008–09 | Matt Bauscher   | SG   | Stany Zjednoczone | De Friesland Aris      | 22,6         |        |
| 2009–10 | Elijah Palmer   | SF   | Stany Zjednoczone | Upstairs Weert         | 21,1         |        |
| 2010–11 | Julien Mills    | SG   | Stany Zjednoczone | EiffelTowers Den Bosch | 18,4         |        |
| 2011–12 | Tai Wesley      | PF   | Stany Zjednoczone | EiffelTowers Den Bosch | 19,5         |        |
| 2012–13 | Samme Givens    | PF   | Stany Zjednoczone | Aris Leeuwarden        | 21,8         | [ 13 ] |
| 2013–14 | Darius Theus    | PG   | Stany Zjednoczone | Aris Leeuwarden        | 19,5         |        |
| 2014–15 | Joe Burton      | C    | Stany Zjednoczone | Landstede Basketbal    | 23,5         |        |

### Obrońca Roku
| Sezon   | Zawodnik             | Poz. | Nar.              | Zespół                   | Przyp. |
| ------- | -------------------- | ---- | ----------------- | ------------------------ | ------ |
| 2012–13 | Jason Dourisseau     | SF   | Stany Zjednoczone | GasTerra Flames          | [ 14 ] |
| 2013–14 | Jason Dourisseau (2) | SF   | Stany Zjednoczone | GasTerra Flames          |        |
| 2014–15 | Mohamed Kherrazi     | SF   | Holandia          | Zorg en Zekerheid Leiden | [ 15 ] |

### Rezerwowy Roku
| Sezon   | Zawodnik         | Poz. | Nar.              | Klub                     | Przyp. |
| ------- | ---------------- | ---- | ----------------- | ------------------------ | ------ |
| 2013–14 | Ali Farokhmanesh | SG   | Stany Zjednoczone | SPM Shoeters Den Bosch   |        |
| 2014–15 | Dylon Cormier    | SG   | Stany Zjednoczone | Zorg en Zekerheid Leiden | [ 15 ] |

### Największy Postęp DBL
| Sezon   | Zawodnik                | Poz. | Nar.     | Zespół                      | Przyp. |
| ------- | ----------------------- | ---- | -------- | --------------------------- | ------ |
| 2010–11 | Worthy de Jong          | SG   | Holandia | Zorg en Zekerheid Leiden    | [ 16 ] |
| 2011–12 | Leon Williams           | PG   | Holandia | Rotterdam Basketbal College | [ 17 ] |
| 2012–13 | Jeroen van der List     | PF   | Holandia | Den Helder Kings            | [ 18 ] |
| 2013–14 | Jeroen van der List (2) | PF   | Holandia | Den Helder Kings            |        |
| 2014–15 | Yannick Franke          | SG   | Holandia | Challenge Sports Rotterdam  |        |

### Debiutant Roku
| Sezon   | Zawodnik              | Poz. | Nar.      | Team                             | Przyp. |
| ------- | --------------------- | ---- | --------- | -------------------------------- | ------ |
| 1974–75 | René Vervoorn         |      | Holandia  | Transol Rotterdam-Zuid           |        |
| 1975–76 | Cock van de Lagemaat  |      | Holandia  | Buitoni Haarlem                  |        |
| 1976–77 | Jos Wolfs             |      | Holandia  | Buitoni Haarlem (2)              |        |
| 1977–78 | Eric van Solm         |      | Holandia  | Radio Musette Rotterdam-Zuid (2) |        |
| 1978–79 | René Ridderhof        |      | Holandia  | Frisol Rowic Dordrecht           |        |
| 1979–80 | Jelle Esveldt         |      | Holandia  | Rotterdam-Zuid (3)               |        |
| 1980–81 | Michael de Jager      |      | Holandia  | Eve & Adam Stars Haarlem         |        |
| 1981–82 | Jos Kuipers           |      | Holandia  | Nashua Den Bosch                 |        |
| 1982–83 | Kees Zoutman          |      | Holandia  | ONRO Rotterdam-Zuid (4)          |        |
| 1983–84 | Guus Schuyt           |      | Holandia  | Canadians Amsterdam              |        |
| 1984–85 | Okke te Velde         |      | Holandia  | Canadians Amsterdam (2)          |        |
| 1985–86 | Jos Bams              |      | Holandia  | Kaypro Weert                     |        |
| 1986–87 | Paul Santen           |      | Holandia  | ICL Zaandam                      |        |
| 1988–89 | Marcel Huijbens       |      | Holandia  | Orca's Urk                       |        |
| 1989–90 | Gerard Ackermans      |      | Holandia  | Expand Eindhoven                 |        |
| 1990–91 | Jeroen van Veen       |      | Holandia  | DAS Delft                        |        |
| 1991–92 | Virgil Ormskerk       |      | Holandia  | De Schietstreek Rotterdam        |        |
| 1992–93 | Eric van der Sluis    |      | Holandia  | Commodore Den Helder             |        |
| 1993–94 | Brian Benjamin        |      | Holandia  | BV Haarlem                       |        |
| 1994–95 | Peter van Rij         |      | Holandia  | De Schietstreek Rotterdam (2)    |        |
| 1995–96 | Patrick Faydherbe     |      | Holandia  | Celeritas/Donar Groningen        |        |
| 1996–97 | Harvey van Stein      |      | Holandia  | Akrides IJmuiden                 |        |
| 1997–98 | Raoul Heinen          |      | Holandia  | Ricoh Astronauts Amsterdam       |        |
| 1998–99 | Roberto van den Broek |      | Holandia  | RZG Donar                        |        |
| 1999–00 | Ron Borstel           |      | Holandia  | Canoe Jeans Den Bosch            |        |
| 2000–01 | Sydmill Harris        |      | Holandia  | Ricoh Astronauts Amsterdam (2)   |        |
| 2001–02 | Tjoe de Paula         | SG   | Holandia  | BC Noordkop Den Helder (2)       |        |
| 2002–03 | Kees Akerboom jr.     | SF   | Holandia  | EBBC Den Bosch                   |        |
| 2003–04 | Rogier Jansen         | PG   | Holandia  | MPC Capitals                     |        |
| 2004–05 | Terry Sas             | SG   | Holandia  | BC Omniworld Almere              |        |
| 2006–07 | Calvin Smith          | SF   | Holandia  | Polynorm Giants                  |        |
| 2007–08 | Jeroen Slor           | SF   | Holandia  | Rotterdam Challengers            |        |
| 2008–09 | Joey Schelvis         | SG   | Holandia  | Zorg en Zekerheid Leiden         |        |
| 2009–10 | Mohamed Kherrazi      | PF   | Holandia  | ABC Amsterdam (3)                |        |
| 2010–11 | Craig Osaikhwuwuomwan | C    | Holandia  | ABC Amsterdam (4)                |        |
| 2011–12 | Valentijn Lietmeijer  | SG   | Holandia  | Lasaulec Aris                    |        |
| 2012–13 | Berend Weijs          | PF   | Holandia  | BC Apollo                        | [ 19 ] |
| 2013–14 | Joshua Duinker        | PF   | Australia | Zorg en Zekerheid Leiden         |        |
| 2014–15 | Daan Rosenmuller      | SG   | Holandia  | BSW Weert                        |        |

### Trener Roku

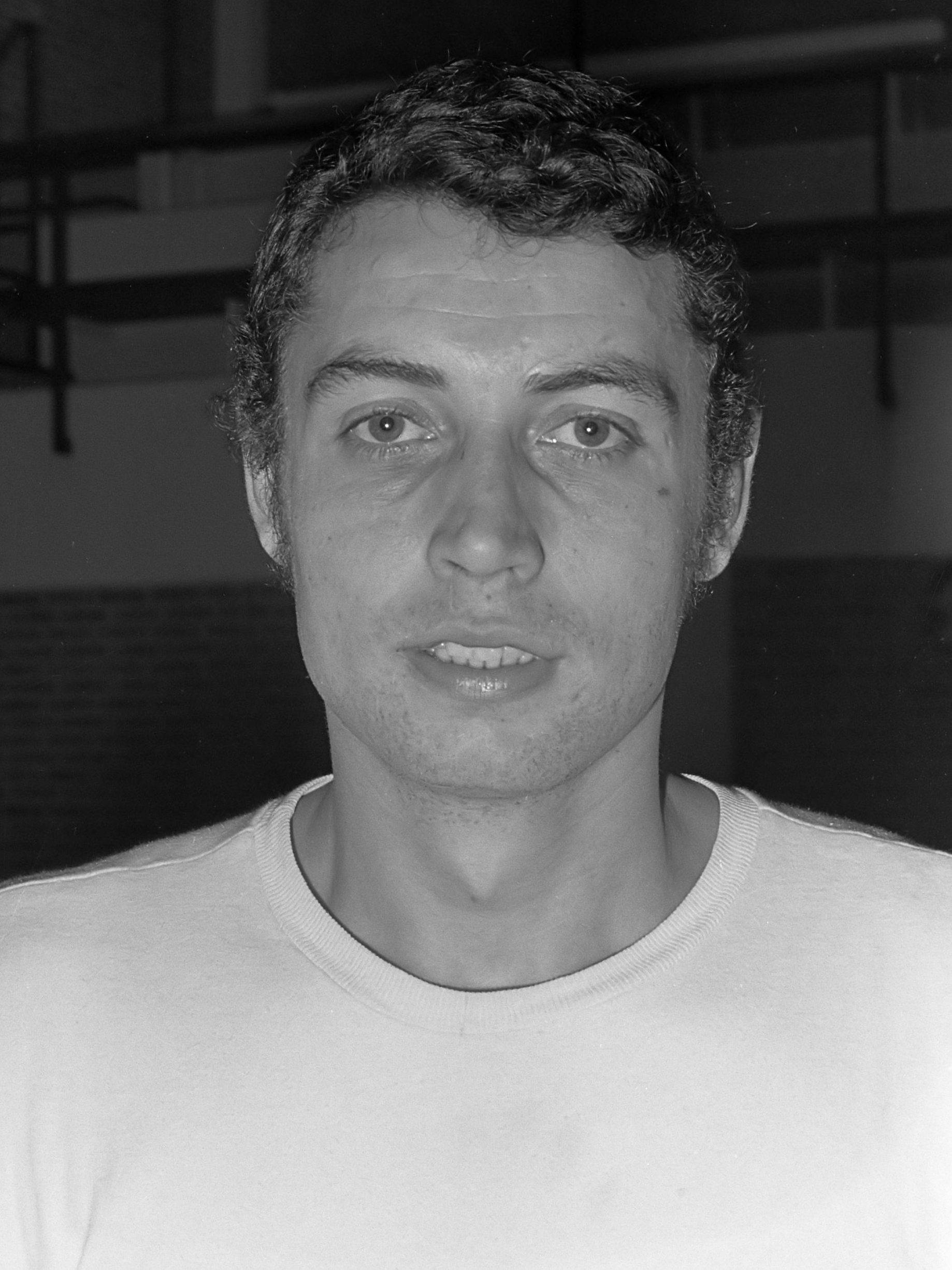
7-krotny laureat nagrody Trenera Roku – Ton Boot (1979, 1980, 1984, 1987, 1988, 1993, 2001)

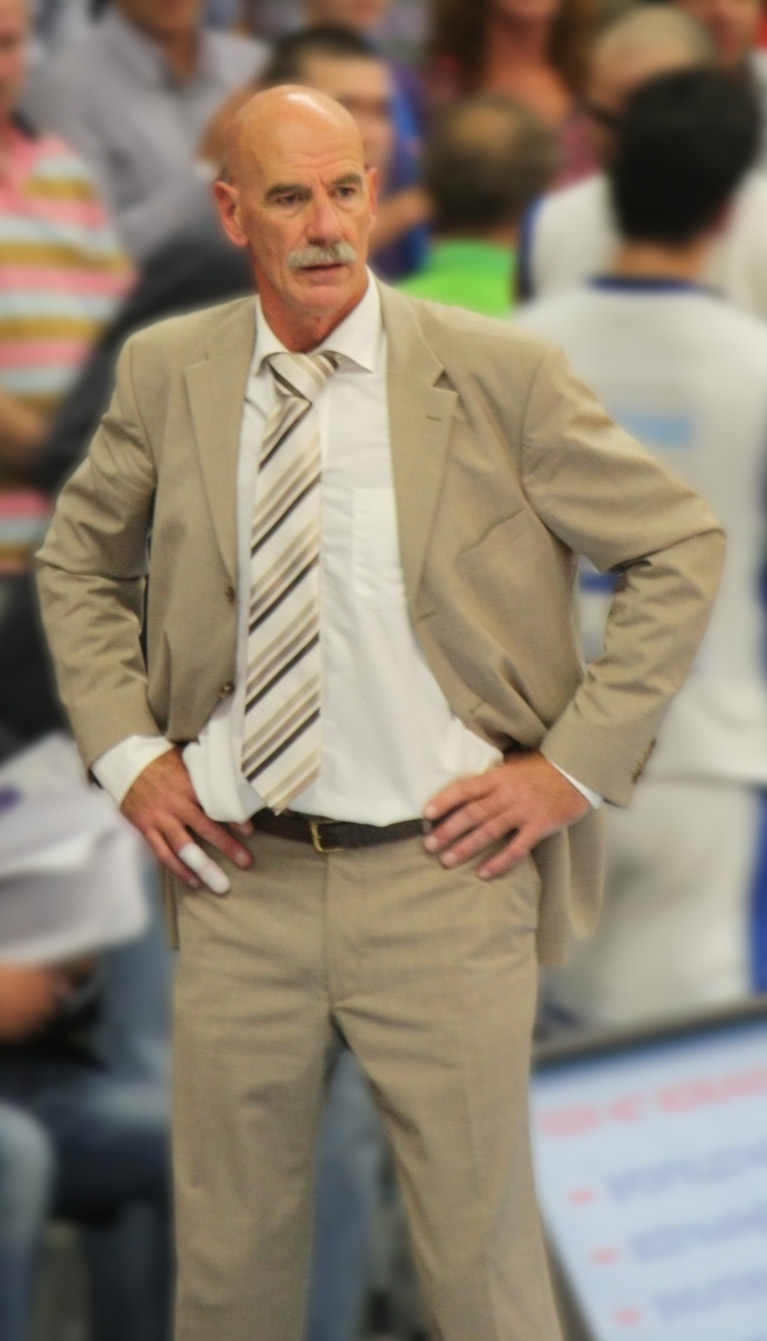
Toon van Helfteren zostawał czterokrotnie Trenerem Roku (2003, 2010, 2011, 2012)

| Trener (X) | Liczba nagród zdobytych przez tego samego trenera              |
| Klub (X)   | liczba nagród uzyskanych przez trenerów tego samego klubu      |
| ^          | oznacza przyznanie nagrody kilku trenerom, w tym samym sezonie |

| Rok      | Trener                   | Nar.              | Zespół                           | Przyp. |
| -------- | ------------------------ | ----------------- | -------------------------------- | ------ |
| 1974–75  | Bill Sheridan            | Stany Zjednoczone | Punch Delft                      | [ 20 ] |
| 1975–76  | Tom Quinn                | Stany Zjednoczone | Flamingo's Haarlem               | [ 20 ] |
| 1976–77  | Bill Sheridan (2)        | Stany Zjednoczone | Remington Den Bosch              | [ 20 ] |
| 1977–78  | Jim Parks                | Stany Zjednoczone | Donar Groningen                  | [ 20 ] |
| 1978–79  | Ton Boot                 | Holandia          | EBBC Den Bosch (2)               | [ 20 ] |
| 1979–80  | Ton Boot (2)             | Holandia          | Nashua Den Bosch (3)             | [ 20 ] |
| 1981–82  | Edwin van der Hart       | Holandia          | Delta Lloyd Amsterdam            | [ 20 ] |
| 1982–83  | Ruud Harrewijn           | Holandia          | Eve & Adam Stars Haarlem (2)     | [ 20 ] |
| 1983–84^ | Ton Boot (3)             | Holandia          | Nashua Den Bosch (4)             | [ 20 ] |
| 1983–84^ | Maarten van Gent         | Holandia          | Hatrans Haaksbergen              | [ 20 ] |
| 1984–85  | Ruud Harrewijn (2)       | Holandia          | Elmex Leiden                     | [ 20 ] |
| 1985–86  | Jan Dekker               | Holandia          | Nashua Den Bosch (5)             | [ 20 ] |
| 1986–87  | Ton Boot (4)             | Holandia          | Doppeldouche Den Helder          | [ 20 ] |
| 1987–88  | Ton Boot (5)             | Holandia          | Direktbank Den Helder (2)        | [ 20 ] |
| 1988–89  | Jan Dekker (2)           | Holandia          | Nashua Den Bosch (5)             | [ 20 ] |
| 1989–90  | Glenn Pinas              | Holandia          | Computerij Meppel                | [ 20 ] |
| 1990–91  | Jan Willem Jansen        | Holandia          | VGNN Donar Groningen (2)         | [ 20 ] |
| 1991–92  | Jan Willem Jansen (2)    | Holandia          | Akrides Haarlem                  | [ 20 ] |
| 1992–93  | Ton Boot (6)             | Holandia          | Commodore Den Helder (3)         | [ 20 ] |
| 1993–94  | Meindert van der Veen    | Holandia          | Mustang Jeans Den Helder (4)     | [ 20 ] |
| 1994–95  | Glenn Pinas (2)          | Holandia          | RZG Donar Groningen (3)          | [ 20 ] |
| 1995–96  | Glenn Pinas (3)          | Holandia          | RZG Donar Groningen (4)          | [ 20 ] |
| 1996–97  | Glenn Pinas (4)          | Holandia          | RZG Donar Groningen (5)          | [ 20 ] |
| 1997–98  | Jan Willem Jansen (3)    | Holandia          | Ricoh Astronauts Amsterdam       | [ 20 ] |
| 1998–99  | Bob Gonnen               | Holandia          | Den Helder (5)                   | [ 20 ] |
| 1999–00  | Lawrence Nicols          | Stany Zjednoczone | EBBC Den Bosch (6)               | [ 20 ] |
| 2000–01  | Ton Boot (7)             | Holandia          | Ricoh Astronauts Amsterdam (2)   | [ 20 ] |
| 2001–02  | Herman van den Belt^     | Holandia          | Landstede Basketbal              | [ 20 ] |
| 2002–03  | Toon van Helfteren       | Holandia          | EBBC Den Bosch (7)               | [ 20 ] |
| 2003–04  | Arik Shivek              | Izrael            | Ricoh Astronauts Amsterdam (3)   | [ 20 ] |
| 2004–05  | Herman van den Belt^ (2) | Holandia          | Landstede Basketbal (2)          | [ 20 ] |
| 2005–06  | Erik Braal               | Holandia          | Rotterdam Basketbal              | [ 20 ] |
| 2006–07  | Michael Schuurs^         | Holandia          | Matrixx Magixx                   | [ 20 ] |
| 2007–08  | Erik Braal (2)           | Holandia          | WCAA Giants                      | [ 20 ] |
| 2008–09  | Arik Shivek (2)          | Izrael            | EclipseJet-MyGuide Amsterdam (4) | [ 20 ] |
| 2009–10  | Toon van Helfteren (2)   | Holandia          | Zorg en Zekerheid Leiden (2)     | [ 20 ] |
| 2010–11  | Toon van Helfteren (3)   | Holandia          | Zorg en Zekerheid Leiden (3)     | [ 20 ] |
| 2011–12  | Toon van Helfteren (4)   | Holandia          | Zorg en Zekerheid Leiden (4)     | [ 20 ] |
| 2012–13  | Raoul Korner             | Austria           | EiffelTowers Den Bosch (8)       | [ 20 ] |
| 2013–14  | Ivica Skelin             | Chorwacja         | GasTerra Flames Groningen (6)    |        |
| 2014–15  | Ivica Skelin (2)         | Chorwacja         | Donar Groningen (7)              | [ 21 ] |

### I skład DBL
| Zawodnik (X) | oznacza liczbę wyborów tego samego zawodnika |
| ^            | Oznacza MVP sezonu                           |

| Sezon              | Zespół                       | Zespół |
| ------------------ | ---------------------------- | ------ |
| 2008–09            |                              |        |
| Teddy Gipson       | MyGuide-EclipseJet Amsterdam |        |
| Matt Bauscher      | Aris Leeuwarden              |        |
| Rein van der Kamp  | Aris Leeuwarden              |        |
| David Chiotti      | Zorg en Zekerheid Leiden     |        |
| Peter van Paassen^ | MyGuide-EclipseJet Amsterdam |        |
| 2009–10            |                              |        |
| Danny Gibson^      | Zorg en Zekerheid Leiden     |        |
| Ronny LeMelle      | Zorg en Zekerheid Leiden     |        |
| Kees Akerboom, Jr. | EiffelTowers Den Bosch       |        |
| Patrick Hilliman   | Rotterdam Basketbal          |        |
| Matt Haryasz       | GasTerra Flames              |        |
| 2010–11            |                              |        |
| Frank Turner       | EiffelTowers Den Bosch       |        |
| Julien Mills       | EiffelTowers Den Bosch       |        |
| Jason Dourisseau^  | GasTerra Flames              |        |
| Seamus Boxley      | Zorg en Zekerheid Leiden     |        |
| Matt Haryasz (2)   | GasTerra Flames              |        |
| 2011–12            |                              |        |
| Thomas Jackson     | Zorg en Zekerheid Leiden     |        |
| Alex Wesby         | GasTerra Flames              |        |
| Markel Humphrey    | Matrixx Magixx               |        |
| Seamus Boxley^ (2) | Zorg en Zekerheid Leiden     |        |
| Tai Wesley         | EiffelTowers Den Bosch       |        |
| 2012–13            |                              |        |
| Andre Young^       | EiffelTowers Den Bosch       |        |
| Worthy de Jong     | Zorg en Zekerheid Leiden     |        |
| Zack Novak         | Landstede Basketbal          |        |
| Stefan Wessels     | EiffelTowers Den Bosch       |        |
| Ross Bekkering     | Zorg en Zekerheid Leiden     |        |
| 2013–14            |                              |        |
| Cashmere Wright    | GasTerra Flames              |        |
| Arvin Slagter^     | GasTerra Flames              |        |
| Patrick Richard    | Matrixx Magixx               |        |
| Joshua Duinker     | Zorg en Zekerheid Leiden     |        |
| Tai Wesley (2)     | SPM Shoeters Den Bosch       |        |
| 2014–15            |                              |        |
| Lance Jeter^       | Donar                        |        |
| Brandyn Curry      | SPM Shoeters Den Bosch       |        |
| Worthy de Jong (2) | Zorg en Zekerheid Leiden     |        |
| Mark Sanchez       | Donar                        |        |
| Joe Burton         | Landstede                    |        |

### I skład debiutantów
| Zawodnik (pogrubiony tekst) | Oznacza zawodnika, który uzyskał tytuł Debiutanta Roku. |

| Rok     | Poz. | Zawodnik          | Nar.              | Zespół                     |
| ------- | ---- | ----------------- | ----------------- | -------------------------- |
| 2006–07 | G    | Aron Royé         | Holandia          | Zorg en Zekerheid Leiden   |
| 2006–07 | G    | Jeffrey de Vries  | Holandia          | BC Omniworld Almere        |
| 2006–07 | G    | Yasalde Pas Costa | Holandia          | Rotterdam Basketbal        |
| 2006–07 | F    | Calvin Smith      | Holandia          | Polynorm Giants            |
| 2006–07 | F    | Maarten Esveldt   | Belgia            | Upstairs Weert             |
| 2013–14 | G    | Yannick Franke    | Holandia          | Challenge Sports Rotterdam |
| 2013–14 | G    | Tom Snikkers      | Stany Zjednoczone | Aris Leeuwarden            |
| 2013–14 | F    | Roman Grigoryev   | Rosja             | Maxxcom BSW                |
| 2013–14 | F    | Joshua Duinker    | Australia         | Zorg en Zekerheid Leiden   |
| 2013–14 | C    | Lucas Steijn      | Holandia          | BC Apollo                  |
| 2014–15 | G    | Nigel Van Oostrum | Wielka Brytania   | Aris Leeuwarden            |
| 2014–15 | G    | Mick Fleuren      | Holandia          | BSW Weert                  |
| 2014–15 | F    | Daan Rosenmuller  | Holandia          | BSW Weert                  |
| 2014–15 | F    | Nigel Onuoha      | Holandia          | Challenge Sports Rotterdam |
| 2014–15 | C    | Jan Driessen      | Holandia          | ZZ Leiden                  |

### I skład obrońców ligi
| Zawodnik (X)                | oznacza liczbę wyborów tego samego zawodnika             |
| Zawodnik (pogrubiony tekst) | oznacza zawodnika, który został uznany Obrońcą Roku DBL. |

| Rok     | Poz. | Zawodnik               | Nar.              | Zespół                          |
| ------- | ---- | ---------------------- | ----------------- | ------------------------------- |
| 1973–74 | G    | Frank Kales            | Holandia          | Levi’s Flamingo’s Haarlem       |
| 1973–74 | G    | Jan Dekker             | Holandia          | Transol Rotterdam Zuid          |
| 1973–74 | F    | Jacky Dinkins          | Stany Zjednoczone | Transol Rotterdam Zuid          |
| 1973–74 | F    | Hank Smith             | Stany Zjednoczone | Levi’s Flamingo’s Haarlem       |
| 1973–74 | C    | Bob Heuts              | Holandia          | Bona Stars Leiden               |
| 1974–75 |      | Jacky Dinkins (2)      | Stany Zjednoczone | Transol Rotterdam Zuid          |
| 1974–75 |      | Harry Rogers           | Stany Zjednoczone | Punch Delft                     |
| 1974–75 |      | Toon van Helfteren     | Holandia          | Punch Delft                     |
| 1974–75 |      | Walter Ombre           | Stany Zjednoczone | Levi’s Flamingo’s Haarlem       |
| 1974–75 |      | Hank Smith (2)         | Stany Zjednoczone | Delta Lloyd Amsterdam           |
| 1975–76 |      | Hank Smith (3)         | Stany Zjednoczone | Delta Lloyd Amsterdam           |
| 1975–76 |      | Steven Bravard         | Stany Zjednoczone | Remington Den Bosch             |
| 1975–76 |      | Charles Kirkland       | Stany Zjednoczone | Pioneer Punch Delft             |
| 1975–76 |      | Jim Woudstra           | Holandia          | Pioneer Punch Delft             |
| 1975–76 |      | Craig Casault          | Stany Zjednoczone | Transol Rotterdam Zuid          |
| 1976–77 |      | Jim Woudstra (2)       | Holandia          | Pioneer Punch Delft             |
| 1976–77 |      | Vic Bartolome          | Stany Zjednoczone | Mercasol Leiden                 |
| 1976–77 |      | Steven Bravard (2)     | Stany Zjednoczone | Remington Den Bosch             |
| 1976–77 |      | Jim Moore              | Stany Zjednoczone | Arke Reizen Enschede            |
| 1976–77 |      | Pete Miller            | Stany Zjednoczone | Nationale Nederlanden Donar     |
| 1977–78 |      | Renso Zwiers           | Holandia          | Nationale Nederlanden Donar     |
| 1977–78 |      | Jim Woudstra (3)       | Holandia          | Tripper Jeans Delft             |
| 1977–78 |      | Charles Kirkland (2)   | Stany Zjednoczone | Falcon Jeans Den Bosch          |
| 1977–78 |      | Bill Mallory           | Stany Zjednoczone | Vastgoed Strijen Oud-Beijerland |
| 1977–78 |      | Pete Miller (2)        | Stany Zjednoczone | Nationale Nederlanden Donar     |
| 1978–79 |      | Renso Zwiers (2)       | Holandia          | Nationale Nederlanden Donar     |
| 1978–79 |      | Jim Woudstra (4)       | Holandia          | Parker Leiden                   |
| 1978–79 |      | Charles Kirkland (3)   | Stany Zjednoczone | EBBC Den Bosch                  |
| 1978–79 |      | Dan Cramer             | Stany Zjednoczone | EBBC Den Bosch                  |
| 1978–79 |      | James Lister           | Stany Zjednoczone | EBBC Den Bosch                  |
| 1979–80 |      | Renso Zwiers (3)       | Holandia          | Nationale Nederlanden Donar     |
| 1979–80 |      | Owen Wells             | Stany Zjednoczone | BV Amstelveen                   |
| 1979–80 |      | Charles Kirkland (4)   | Stany Zjednoczone | Nashua Den Bosch                |
| 1979–80 |      | Toon van Helfteren (2) | Holandia          | Punch Delft                     |
| 1979–80 |      | James Lister (2)       | Stany Zjednoczone | Nashua Den Bosch                |
| 1980–81 |      | Dan Cramer (2)         | Stany Zjednoczone | Nashua Den Bosch                |
| 1980–81 |      | Wilson Washington      | Stany Zjednoczone | BV Amstelveen                   |
| 1980–81 |      | Charles Kirkland (5)   | Stany Zjednoczone | Nashua Den Bosch                |
| 1980–81 |      | Randy Wiel             | Holandia          | BV Amstelveen                   |
| 1980–81 |      | Jim Woudstra (5)       | Holandia          | Parker Leiden                   |
| 1981–82 |      | Dan Cramer (3)         | Stany Zjednoczone | Nashua Den Bosch                |
| 1981–82 |      | Wilson Washington (2)  | Stany Zjednoczone | BV Amstelveen                   |
| 1981–82 |      | Charles Kirkland (6)   | Stany Zjednoczone | Eve & Adam Stars Haarlem        |
| 1981–82 |      | Jim Moore (2)          | Stany Zjednoczone | Nationale Nederlanden Donar     |
| 1981–82 |      | Mitchell Plaat         | Holandia          | Parker Leiden                   |
| 2013–14 | G    | Darius Theus           | Stany Zjednoczone | Aris Leeuwarden                 |
| 2013–14 | G    | Arvin Slagter          | Holandia          | GasTerra Flames                 |
| 2013–14 | F    | Jason Dourisseau       | Stany Zjednoczone | GasTerra Flames                 |
| 2013–14 | F    | Stefan Wessels         | Holandia          | SPM Shoeters Den Bosch          |
| 2013–14 | C    | Ross Bekkering         | Kanada            | GasTerra Flames                 |
| 2014–15 | G    | J.T. Tiller            | Stany Zjednoczone | Landstede Basketbal             |
| 2014–15 | G    | Worthy de Jong         | Holandia          | ZZ Leiden                       |
| 2014–15 | F    | Mohamed Kherrazi       | Holandia          | ZZ Leiden                       |
| 2014–15 | F    | Stefan Wessels (2)     | Holandia          | SPM Shoeters Den Bosch          |
| 2014–15 | C    | Joe Burton             | Stany Zjednoczone | Landstede Basketbal             |